# Masa y poder
Masa y poder es un ensayo publicado en 1960 de Elias Canetti, Premio Nobel de literatura en 1981. El libro aborda el tema de la relación entre los diversos tipos de "masa" y las estrategias de control y poder mediante las cuales los gobernantes y líderes políticos pueden dirigir a dichas masas. Constituye uno de los aportes más importantes de Canetti al ámbito de la sociología y de la antropología social.

## La masa

### Características generales de la masa
- La masa siempre quiere crecer: no existe ningún límite preestablecido que circunscriba el número de integrantes de una masa a una totalidad definitivamente cerrada. Por el contrario, la masa siempre tiene el impulso de acrecentarse (incluso las masas cerradas tienen la posibilidad de estallar, convirtiéndose así en una masa abierta).

- En el interior de la masa siempre reina la igualdad: en el fenómeno de la masa las diferencias entre los individuos se diluyen en pos de la fuerza común; se trata de un cuerpo en el que todos los elementos son iguales en la medida en que están fundidos en un mismo cuerpo unificado.

- La masa ama la densidad: la densidad se refiere a la proximidad anímica y puramente física de los cuerpos que integran la masa. En la formación de una masa se invierte el temor a ser tocado por el otro, el temor a transgredir los límites individuales de la persona, con lo que aparece una formación en la que los integrantes de la masa se encuentran en constante contacto los unos con los otros sin importar el "quién" particular de cada uno de ellos. Las masas aman la densidad dado que propician y auguran ese contacto indiscriminado de los unos con los otros en pos de la unidad general.

- La masa necesita una dirección: la masa "está en movimiento y se mueve hacia algo".[1] Para la subsistencia misma de la masa y para la prevalencia del sentimiento de igualdad entre sus integrantes es fundamental que exista una meta común que esté por encima de las metas individuales de los integrantes. Esta dirección funge como elemento de cohesión de la masa siempre y cuando sea una dirección común e inalcanzada.

### Tipos de masa

#### División formal

##### Masa abierta vs. masa cerrada
- Masa abierta: "Quiere integrar en ella a todo aquel que se pone a su alcance. Todo ser con forma humana puede formar parte de ella. La masa natural es la masa abierta: su crecimiento no tiene límites prefijados […] La masa abierta existe mientras crece. Su desintegración comienza apenas ha dejado de crecer."[2] Se trata de todas aquellas masas que en el flujo dirigido a una determinada meta se fortalecen mediante la incorporación de integrantes. Se caracterizan por ser masas inestables y efímeras, pero sumamente poderosas e incisivas. Las hordas de personas que se reúnen para derrocar un régimen o para linchar a una persona son claros ejemplos de este tipo de masa.

- Masa cerrada: al contrario de la masa abierta, la masa cerrada se configura mediante límites; en lugar de un crecimiento infinito y de una incorporación indiscriminada de miembros, este tipo de masa se configura como un espacio cerrado en donde la pertenencia al grupo pasa por una serie de filtros geográficos e ideológicos. La cantidad de nuevos integrantes es limitada, por lo cual el crecimiento y la fuerza de la masa son menores; sin embargo, la masa cerrada tiene una mayor estabilidad que la abierta y, consiguientemente tiene mayor capacidad de perdurar. Si la masa abierta era fundamentalmente fugaz y se desintegraba al momento en que su crecimiento paraba o su meta común era alcanzada o diluida, la masa cerrada, en la medida en que no depende de su crecimiento, tiene la posibilidad de la repetición ("…ante la perspectiva de volver a reunirse, la masa supera una y otra vez su disolución"[2]). Ejemplos: el la iglesia (tradicionalmente en la misa), el estadio o la arena, etc.
  - La masa como anillo: se refiere a la masa presente en los estadios o arenas. Es un tipo de masa cerrada puesto que hay un espacio limitado que define de antemano el máximo de espectadores que conformarán la masa, es decir, existe una densidad preestablecida. Tiene la característica fundamental de ser doblemente cerrada, puesto que la descarga en la cual se diluyen las diferencias individuales en pos de la unidad común no se da hacia afuera del estadio (como una ola de incendios y de manifestaciones de cosas del exterior, por ejemplo), sino hacia adentro, hacia los propios integrantes de la masa al interior de la arena. Una segunda característica de este tipo de masa consiste en que, al tener la forma de anillo, un lado de la masa ve de frente al otro, con lo cual aparece un juego especular en el que las reacciones de una parte afectan y excitan a la otra.

##### Masa retenida vs. rítmica
- Masa retenida: "La masa retenida vive con miras a su descarga. Pero se siente segura de esta y la retarda. Desea un período relativamente prolongado de densidad, para prepararse al momento de la descarga."[3] Este tipo de masa busca reunir a muchas personas en un mismo sitio (comienza privilegiando la densidad), para después alcanzar el momento de la descarga en el que todos se considerarán iguales en el cuerpo unificado de la masa. Parte de la densidad de personas para después alcanzar la igualdad de la masa.

- Masa rítmica: a diferencia de la masa retenida, la masa rítmica no parte únicamente de la densidad y de la aglomeración de personas, sino también de la igualdad característica de la masa. Se trata de masas repentinas cuyos integrantes se congregan a partir de movimientos rítmicos, como pueden ser la danza o la marcha. El ritmo funciona como elemento de descarga, en la medida en que, por el mero hecho de participar en aquellos pasos rítmicos, los nuevos integrantes afirman su igualdad con respecto al resto de los integrantes presentes en la manifestación rítmica; existe, al mismo tiempo, una densidad asegurada por la aglomeración de personas y una igualdad asegurada por la comunidad del ritmo. Dado que el elemento de cohesión de estas masas es el ritmo y los movimientos corporales, una vez que estos cesan por la fatiga, la masa se desintegra. En palabras de Canetti, "Estas configuraciones rítmicas nacen con toda rapidez y es tan solo la fatiga física la que les pone fin."[3]

##### Masa rápida vs. lenta
Según Canetti, la diferencia entre masa rápida y lenta se basa en la lejanía o cercanía de las metas que persiguen.
- Masa rápida: se trata de una masa con metas cercanas, cuya formación es vertiginosa y cuyo cuerpo suele ser copioso. Las masas políticas, deportivas y beligerantes suelen ser de este tipo. Responden a metas concretas y visibles del futuro inmediato, y consiguientemente son de carácter más fugaz.

- Masa lenta: por el contrario, las masas lentas persiguen una meta mucho más lejana, como el más allá o la gloria eterna. Un ejemplo claro de este tipo de masa es la masa presente en las peregrinaciones religiosas. Su formación es pausada, está sujeta a la repetición. Su meta es lejana e invisible, por lo que la persecución de dicha meta tiene que ser paciente.

#### División anímica
- Masas de acoso

- Masas de fuga

- Masas de prohibición

- Masas de inversión

- Masas festivas

## El poder
Masa y poder es también un libro sobre el fascismo y el culto del poder del líder asociado, aunque Canetti evita estos términos. Canetti no quiere explicar el nacionalsocialismo como una ruptura de la civilización, quiere descubrir las estructuras de poder elementales en sistemas totalitarios. La persona de Hitler no es para él un fenómeno único, sino solo un tipo entre otros. Para Canetti, el poder se basa en la violencia. Así, escribe en Masa y poder que, en su momento arcaico, el poder se manifiesta como un "momento de supervivencia" cada vez que un vivo se enfrenta triunfante a una persona muerta.
La posesión de poder significa supervivencia. El derecho a decidir sobre la vida y la muerte es, lógicamente, el instrumento más seguro para la preservación del poder y la vida. Según Canetti, este instrumento de horror ahora es un derecho en los sistemas totalitarios y le da al dictador la apariencia de una divinidad. Pero un dictador no es un dios. En cambio, Canetti lo define como un gobernante paranoico. La preservación de su poder es lo más importante para él y al mismo tiempo el sentimiento permanente de amenaza está presente en él. La masa de sus súbditos solo puede ser controlada por los gobernantes paranoicos al decidir excesivamente sobre sus vidas y sus muertes. "uno podría decir que sus sujetos más perfectos son aquellos que han muerto por él", ya sea en la guerra, en juicios o en campos de exterminio.
Para Canetti, "Los individuos se convierten en el tiempo mismo cuando gobiernan, cuando 
tienen el poder. Aquí ya parece que el tiempo no es un arma del poder, sino que es el 
poder mismo. [...] Ser parte del poder, de 
la dominación, del gobierno, significa ser el tiempo. Poder y tiempo son consustanciales". Al respecto, el pensador búlgaro nos dice:

Es conocido cómo la vida de ciertos individuos sirvió para realizar los primeros resúmenes temporales de grupos mayores de hombres. Los 
reyes, que lo eran por determinados lapsos de tiempo, encarnaban este tiempo para todos. Su muerte, debida a la disminución de su pleno vigor o acaecida más tarde, correspondiendo a la duración natural de su vida, señalaba siempre un período del tiempo. Ellos eran el tiempo, entre uno y otro el tiempo se detenía y se buscaba que tales períodos intermedios -interregnos- duraran lo menos posible

### El poder de las órdenes
La voluntad de un gobernante se expresa en sus órdenes. Y el hombre, como lo ve Canetti, no solo está "acostumbrado a los mandatos desde una edad temprana, se compone en gran medida de lo que se llama educación". Canetti, que como adulto nunca había sido capaz de liberarse completamente del poder autoritario de su madre, ve en el mando y su ejecución la constante natural de comportamiento - para Canetti, la orden es algo fundamental, algo que es más antiguo que el lenguaje. Si se da y entiende una orden, la acción que lo sigue es percibida como ajena por la actuación. Se ha impuesto. La persona en acción siente el poder que está en el mando. 
Para Canetti, el poder en el sentido figurativo e integral también significa ser capaz de decidir entre la vida y la muerte. En cada orden, por lo tanto, hay una amenaza de muerte original que está antropológicamente justificada. Los sistemas de poder totalitarios se basan en la ley de los más fuertes, y las rebeldías son tan difíciles porque la ejecución de una orden está fundamentalmente anclada en el patrón de comportamiento humano. Pero, ¿qué hace que una orden sea tan irrefutable? 
Para entender la dependencia del hombre de la orden, Canetti desglosa la orden en una "unidad y un aguijón". El impulso, el miedo al castigo, obliga al hombre a ejecutar la orden. Después de eso, dentro del ser humano, el aguijón como columna vertebral de mando permanece como un "cuerpo extranjero". En esta picadura dolorida, se recuerda la memoria del mandato ordenado desde el exterior. Dado que los aguijones son cuerpos extraños, la gente busca disolverlos. La resolución de una picadura solo se puede realizar invirtiendo la situación de mandato original, cuando el destinatario del mandato pasa el mismo mandato que el distribuidor de órdenes. Una espiral de poder que continúa arrasando hasta el sacrificio final, que ya no tiene a nadie a quien transmitir la orden. El comandante solo puede escapar de las violaciones de la cumbre de mando si pasa inmediatamente o completa la orden asociada, lo convierte en la base requerida, al igual que, por ejemplo, un arquero dispara la flecha y acierta el objetivo ordenado. 
La columna vertebral no resuelta de las órdenes puede conducir a la abnegación patógena y a la enfermedad mental: "Se sabe que las personas que actúan bajo el mando son capaces de las obras más terribles. Cuando se deshace la fuente del mando, y se ven obligados a mirar hacia atrás en sus hechos, no se reconocen a sí mismos". En otras palabras, si el gobernante está muerto, las masas se quedan con solo abnegación colectiva. Menos dramáticas, pero igualmente consecuentes para la psique y la salud del individuo afectado, son las lesiones que se suman o incluso se multiplican por "la columna indisoluble de las órdenes", por ejemplo, en el trabajo determinado por el superior jerárquico y otras acciones ordenadas.